# The Age of Reason
The Age of Reason: Being an Investigation of True and Fabulous Theology is een deïstische verhandeling, geschreven door de 18e-eeuwse Brits-Amerikaanse radicale denker en politiek schrijver Thomas Paine. Hierin levert Paine kritiek op geïnstitutionaliseerde religie en stelt de onfeilbaarheid van de Bijbel ter discussie.

## Inhoud
The Age of Reason verscheen in drie delen in 1794, 1795 en 1807. Het boek komt met voor die tijd revolutionaire zienswijzen op religie en kerk en hanteert argumenten die in de loop der jaren gangbaar geworden zijn onder de noemer deïsme. Het wijst bijvoorbeeld op de corruptie van de christelijke kerken en bekritiseert haar inspanningen om politieke macht te verkrijgen dan wel te vergroten. Paine pleit voor logisch denken in plaats van openbaring, reden waarom hij een verschijnsel als wonderen verwierp en de Bijbel beschouwde als literatuur, niet als goddelijk geïnspireerde tekst. The Age of Reason is echter niet atheïstisch. Het bepleit natuurlijke theologie en een schepper-God.

## Vervolging
De meeste van Paines argumenten waren al eerder geformuleerd en bekend bij de opgeleide elite, maar door ze in een aantrekkelijke en oneerbiedige stijl te presenteren, maakte hij deïsme aantrekkelijk en toegankelijk voor de massa. Het boek was tevens goedkoop, waardoor het binnen het bereik van een groot aantal kopers viel. Omdat de Britse regering vreesde voor de verspreiding van wat ze zagen als mogelijk revolutionaire ideeën, vervolgde ze drukkers en boekverkopers die The Age of Reason probeerden te publiceren en/of te distribueren.
Al eerder in de 18e eeuw was men de 18e eeuw de "eeuw van de rede" gaan noemen.

## Nederlandse vertalingen
- De eeuw der rede. Zijnde eene nasporing van ware en fabelachtige godgeleerdheid, vert. J.C. Leeuwestyn, Den Haag, 1798
- De Eeuw der Rede, van den Deïst Thomas Paine: verlicht door de Rede van den Christen, vert. Johannes van Laar, Amsterdam, 1798